# Antonio Hercolani Fava Simonetti
Antoine Hercolani Fava Simonetti, urodzony jako Antoine Hercolani (ur. 22 stycznia 1883 w Bolonii, zm. 18 czerwca 1962 tamże) – Tymczasowy Namiestnik Zakonu Joannitów od 14 listopada 1951 do 25 kwietnia 1955.

## Życiorys
Wywodził się ze szlacheckiej rodziny z Bolonii. W zakonie pełnił kilka funkcji dyplomatycznych i administracyjnych. 15 czerwca 1912 poślubił Mariannę Ghislieri Fava Simonetti (1892–1919), córkę hrabiego Alessandro Ghislieri i Isotty Fava Simonetti. Dzięki temu związkowi Antoine Hercolani mógł dodać do swego nazwiska człon Fava Simonetti, co nastąpiło 21 sierpnia 1921, od 1940 nosił też tytuł hrabiego. Małżonkowie doczekali się syna Filippo Rinaldo (1913–2002), który też miał potomstwo.
Po tym, jak w 1951 zmarł dotychczasowy wielki mistrz Ludovico Chigi Albani della Rovere, wybrano Simonettiego na jego tymczasowego następcę do czasu wyboru pełnoprawnego następcy. Ten jednak bardzo się opóźniał, w związku z czym namiestnik zrezygnował z funkcji 25 kwietnia 1955. Kolejnym namiestnikiem ad interim został Ernesto Paterno Castello di Carcaci.
Kawaler Krzyża Wielkiego Udekorowany Wielką Wstęgą Orderu Zasługi Republiki Włoskiej (1954).